# 羅萬傑
羅萬傑（1613年—1680年），字貞卿，號慵庵，晚號龍山樵夫，廣東潮州府揭陽县蓝田都（今属丰顺县汤南镇隆烟永丰村）人，明朝末年政治人物。

## 生平
罗万杰少负才名。崇禎三年（1630年），庚午科鄉試中第三十一名舉人。崇禎七年（1634年），登甲戌科进士，吏部觀政，十年六月授任行人司行人，十四年考选升吏部验封清吏司主事，十五年調考功司、文选司，升验封司員外郎，因父喪给假歸鄉。
弘光朝，任都察院右副都御史。郭之奇建議羅萬傑與郝尚久合兵攻取福建，但羅萬傑起兵時，郝尚久已經降清。羅萬傑遂隱居。
康熙年間，朝廷請其出山被婉拒。

## 著作
著有《瞻六堂集》。

## 家族
曾祖羅大凖；祖羅经泰，贡士；父羅拱暘。